# Parc de découverte de Wildwood

Le parc de découverte de Wildwood plus récemment[Quand ?] appelé Wildwood Trust est un parc zoologique anglais, presque totalement boisé, voué à la découverte d'espèces animales d'Europe de l'Ouest dont certaines ayant plus ou moins récemment disparu d'Angleterre et d'autres parties de l'Europe (lynx, loup, castor européen). Le Wildwood Trust a une vocation seconde qui est l'élevage conservatoire d'espèces menacées en vue de leur réintroduction.

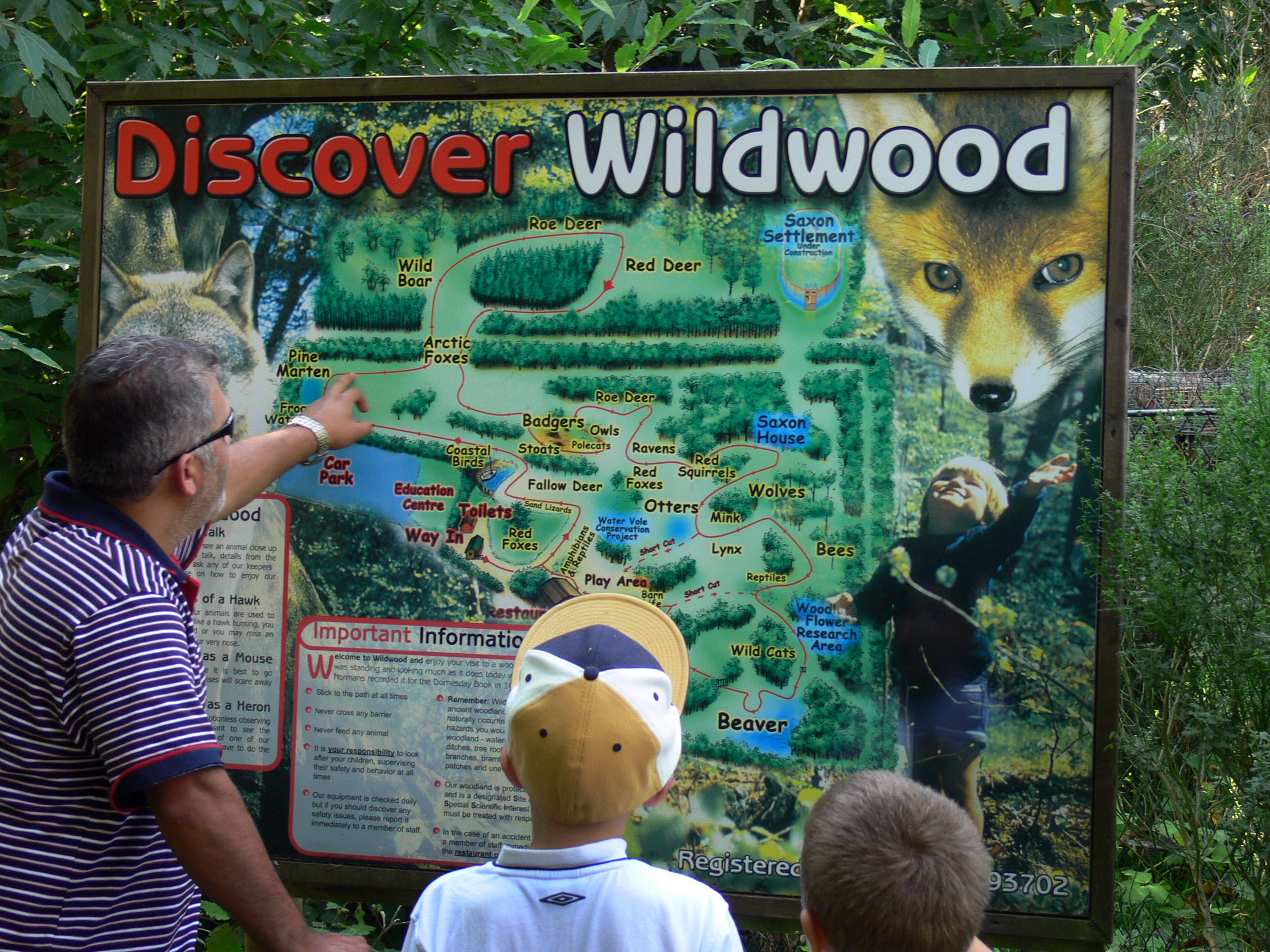
Des panneaux accueillent et guide le visiteur le long du parcours de découverte

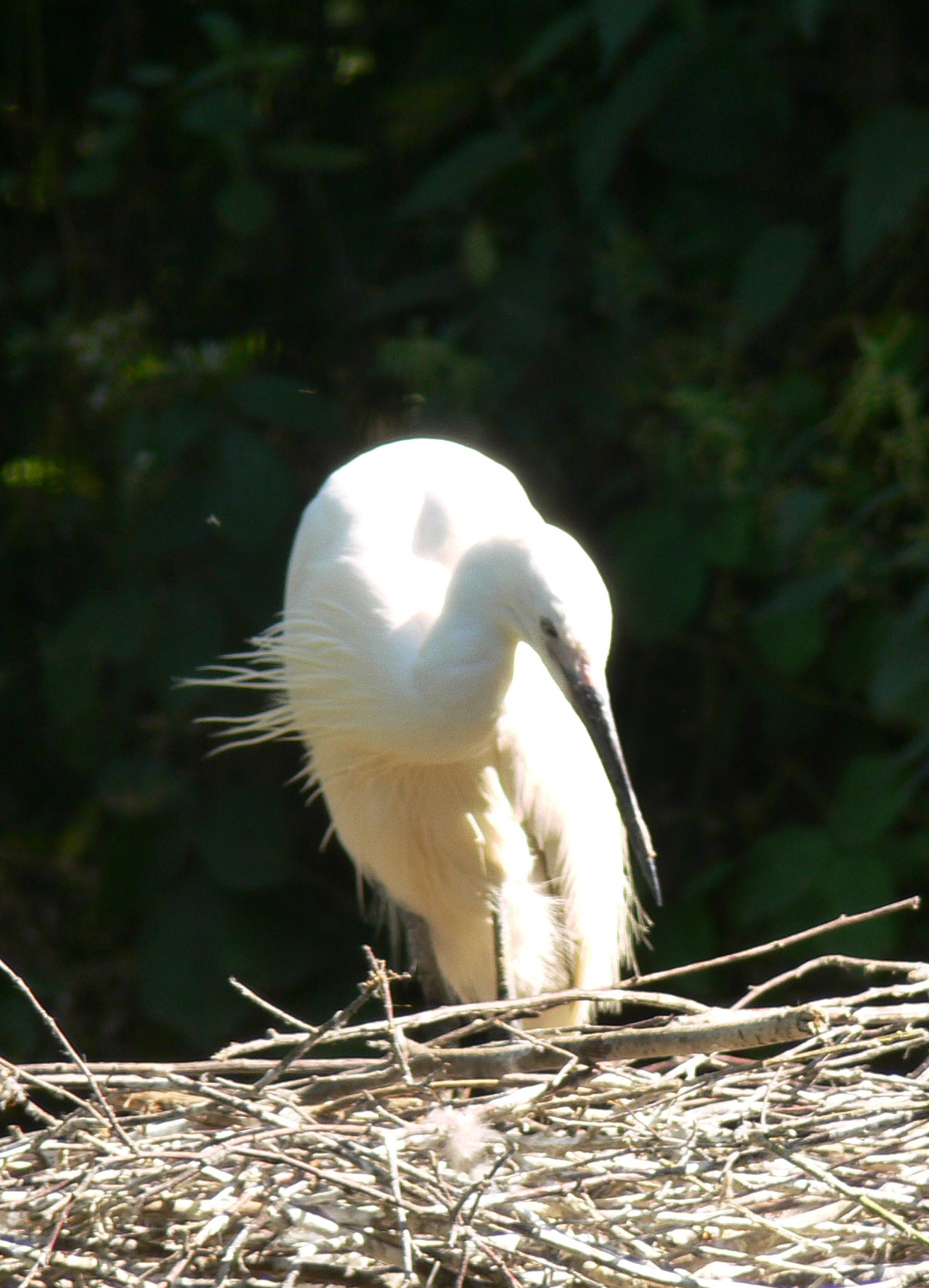
Grande aigrette

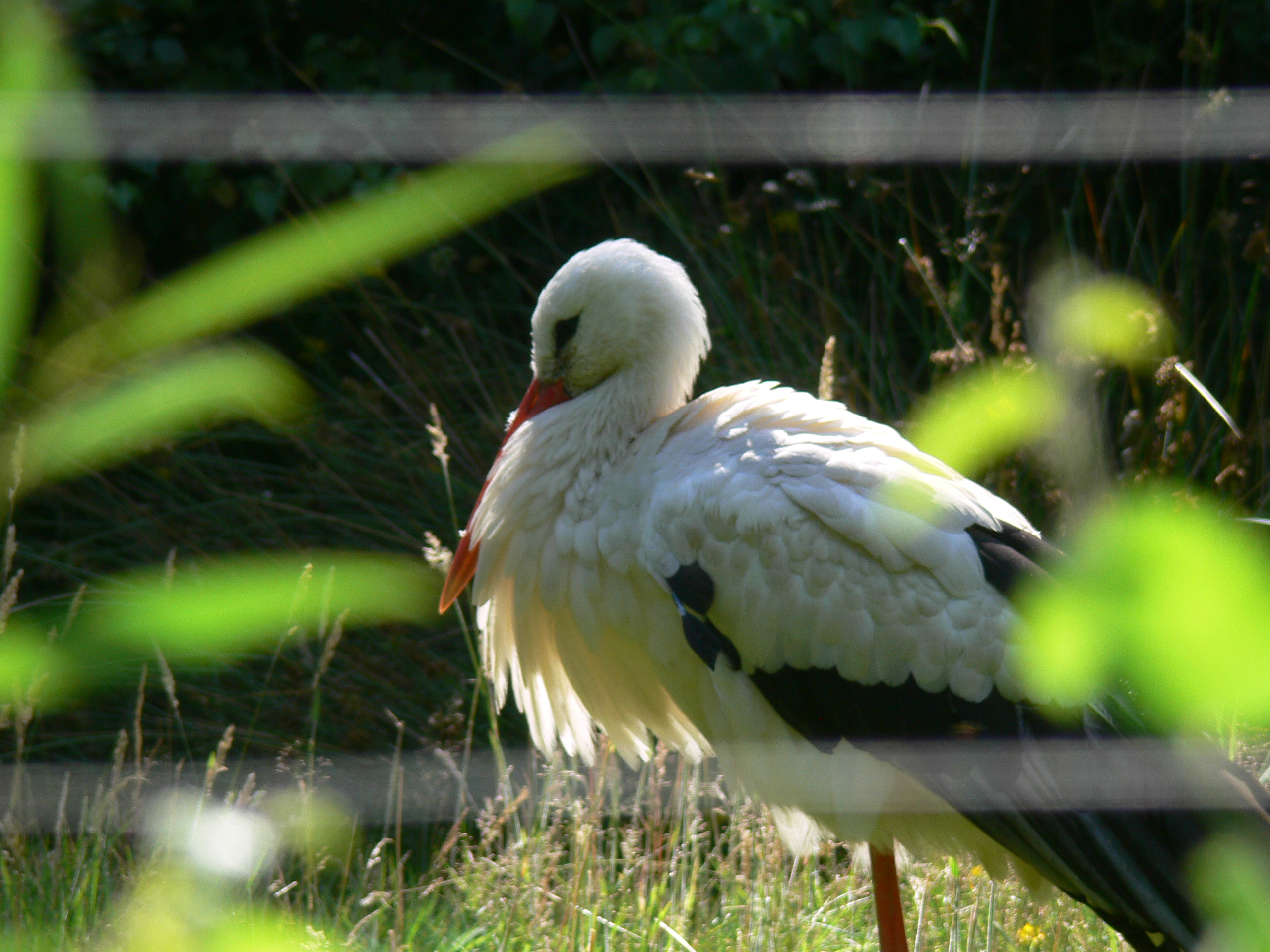
cigogne blanche

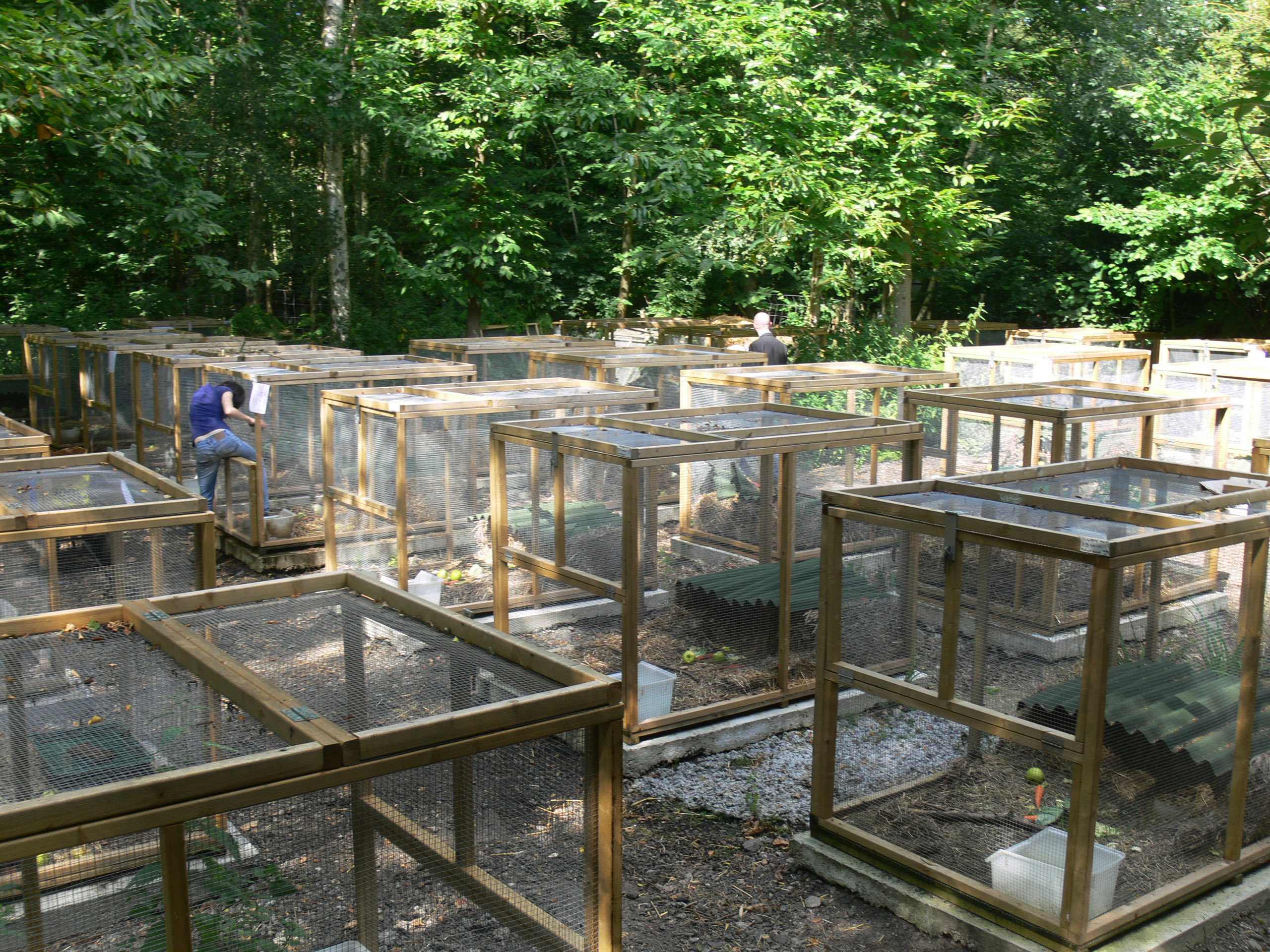
Cages d'élevage de petits mammifères

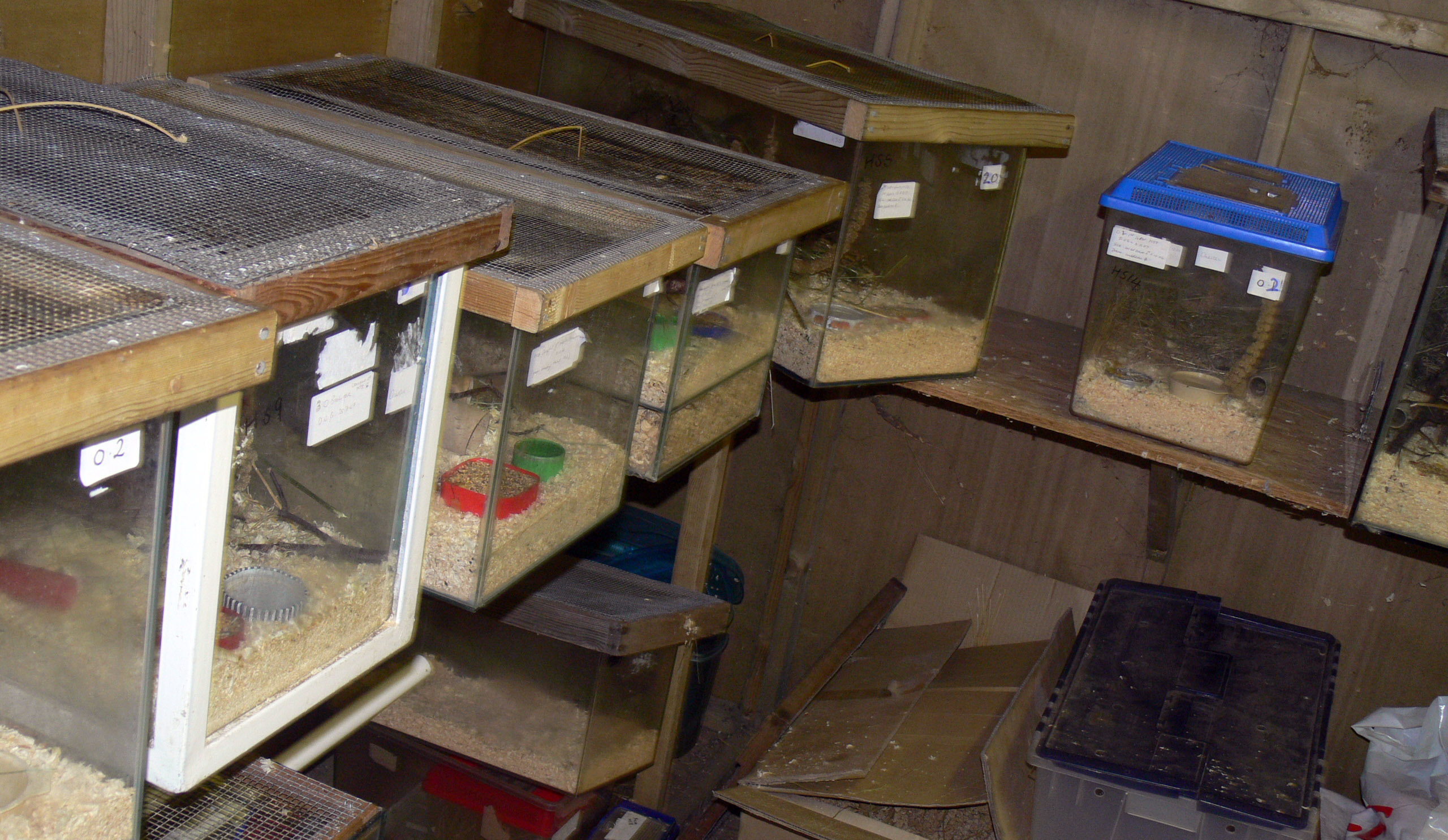
Chambre d'élevage de micromammifères

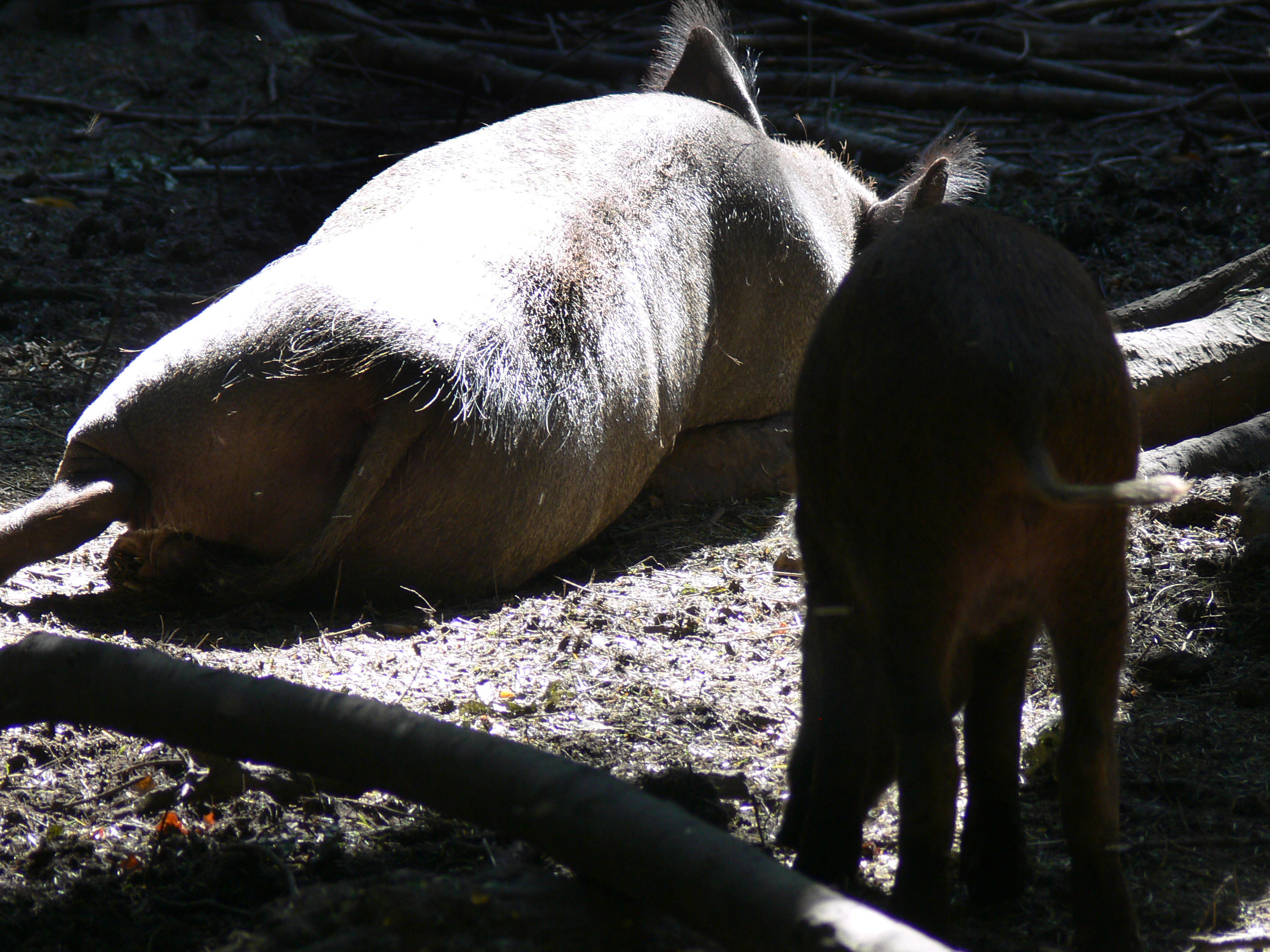
sanglier dans un enclos, dans le sous-bois

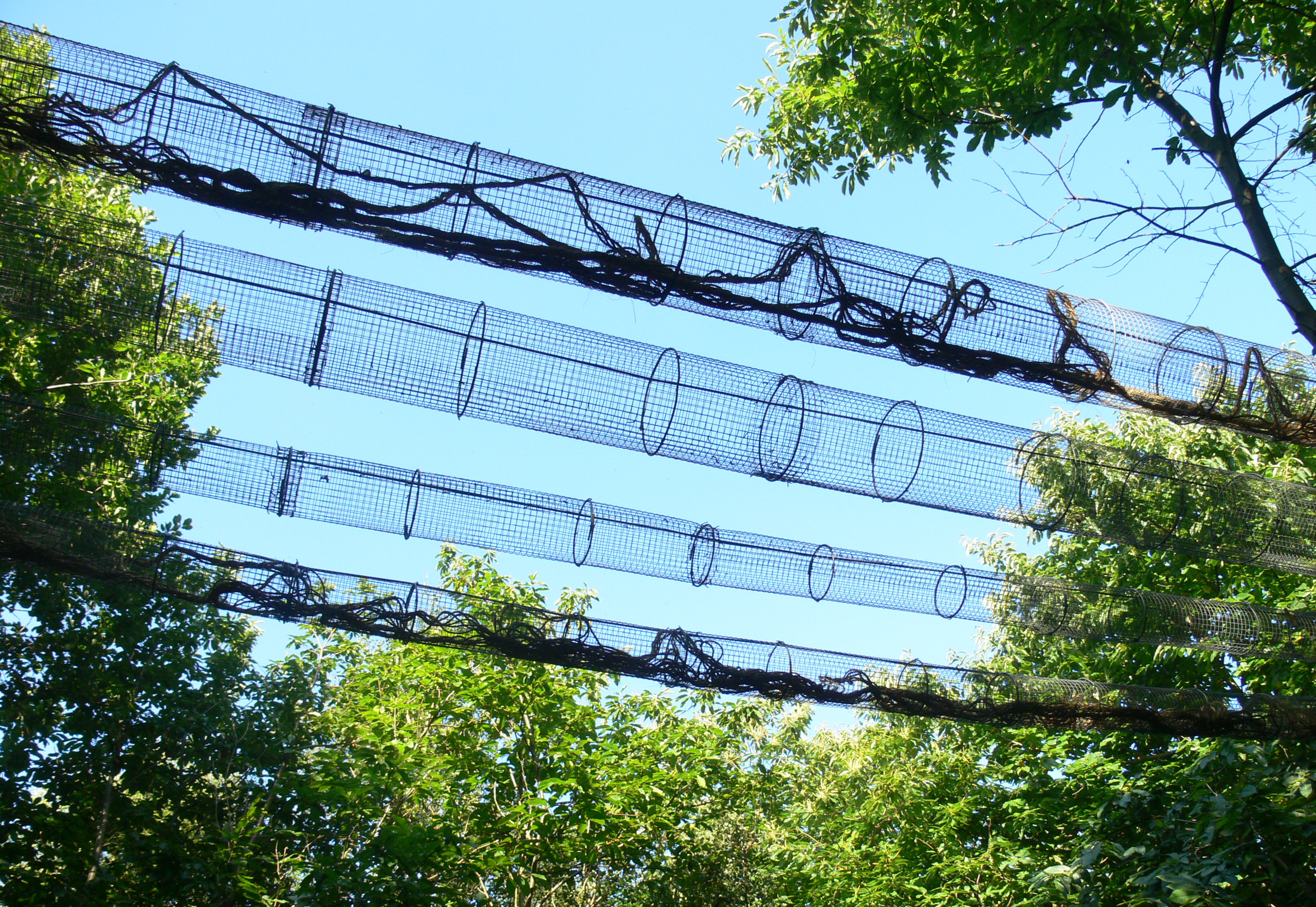
l'un des écoducs qui permettent à de petits mammifères de passer d'une cage à l'autre en passant au-dessus d'un chemin.

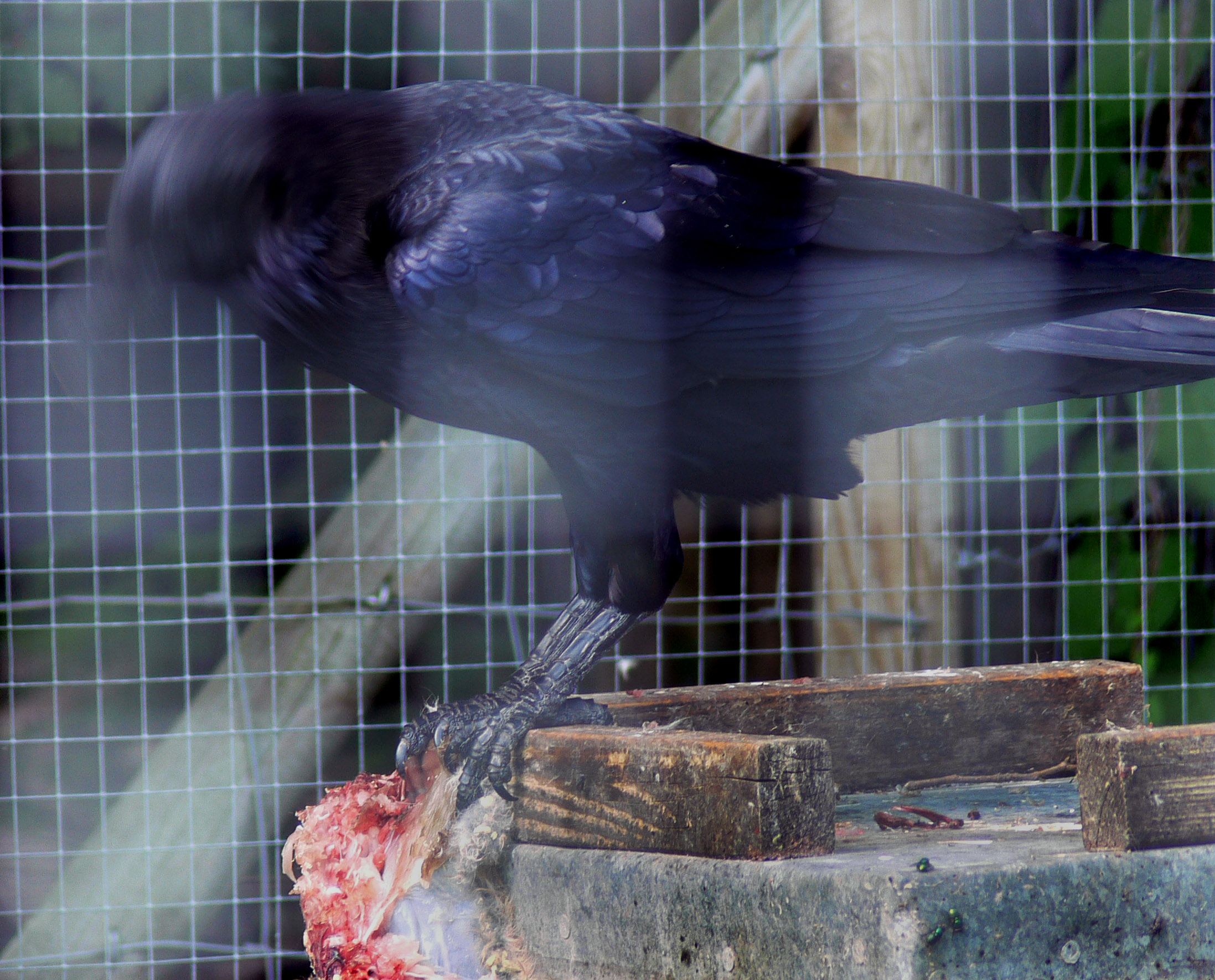
Grand corbeau, espèce ayant fortement régressé en Europe depuis le XIXe siècle, jouant un rôle sanitaire important en tant que nécrophage notamment

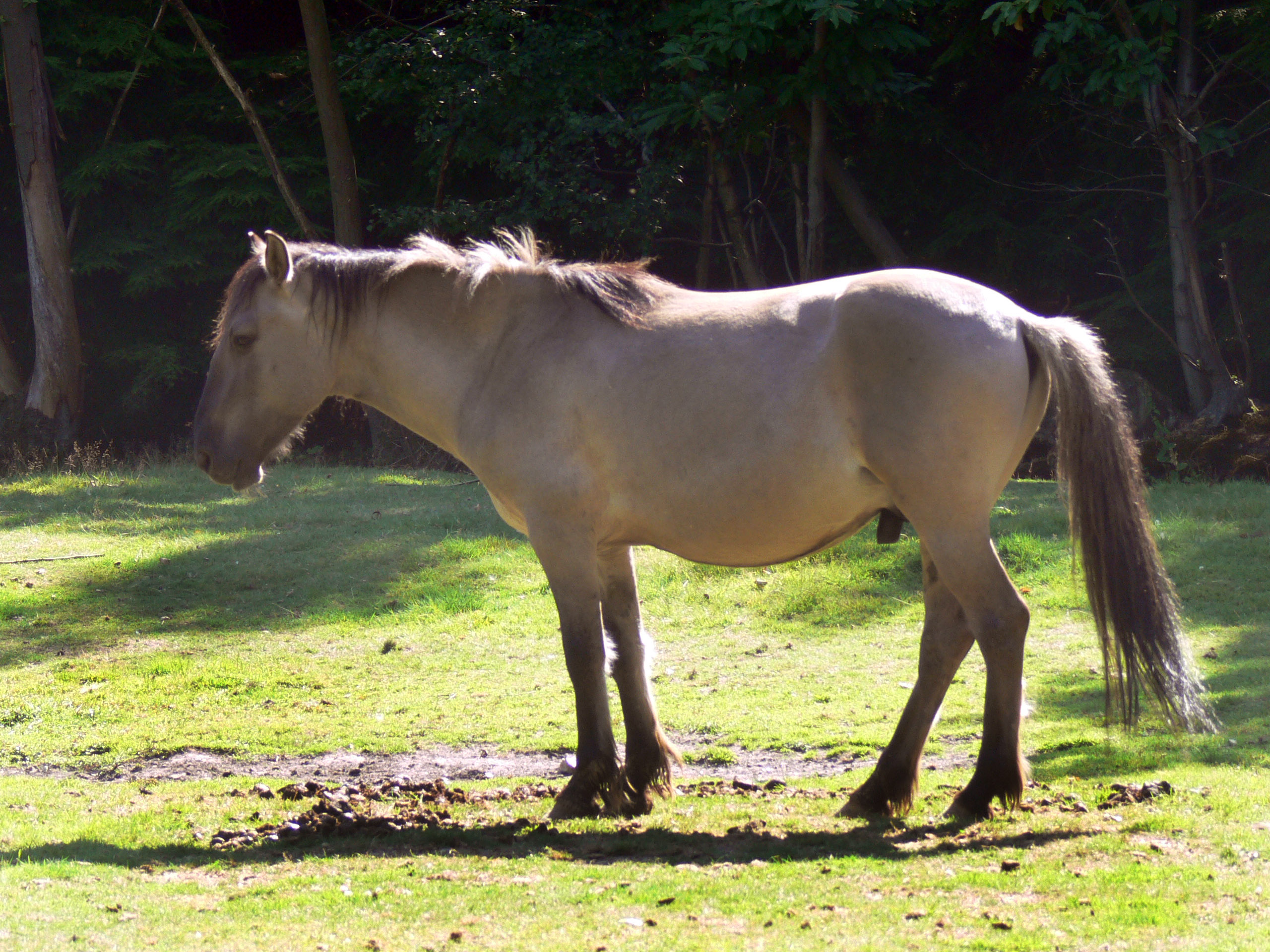
Cheval présentant les caractères de certains chevaux anciens ou préhistoriques

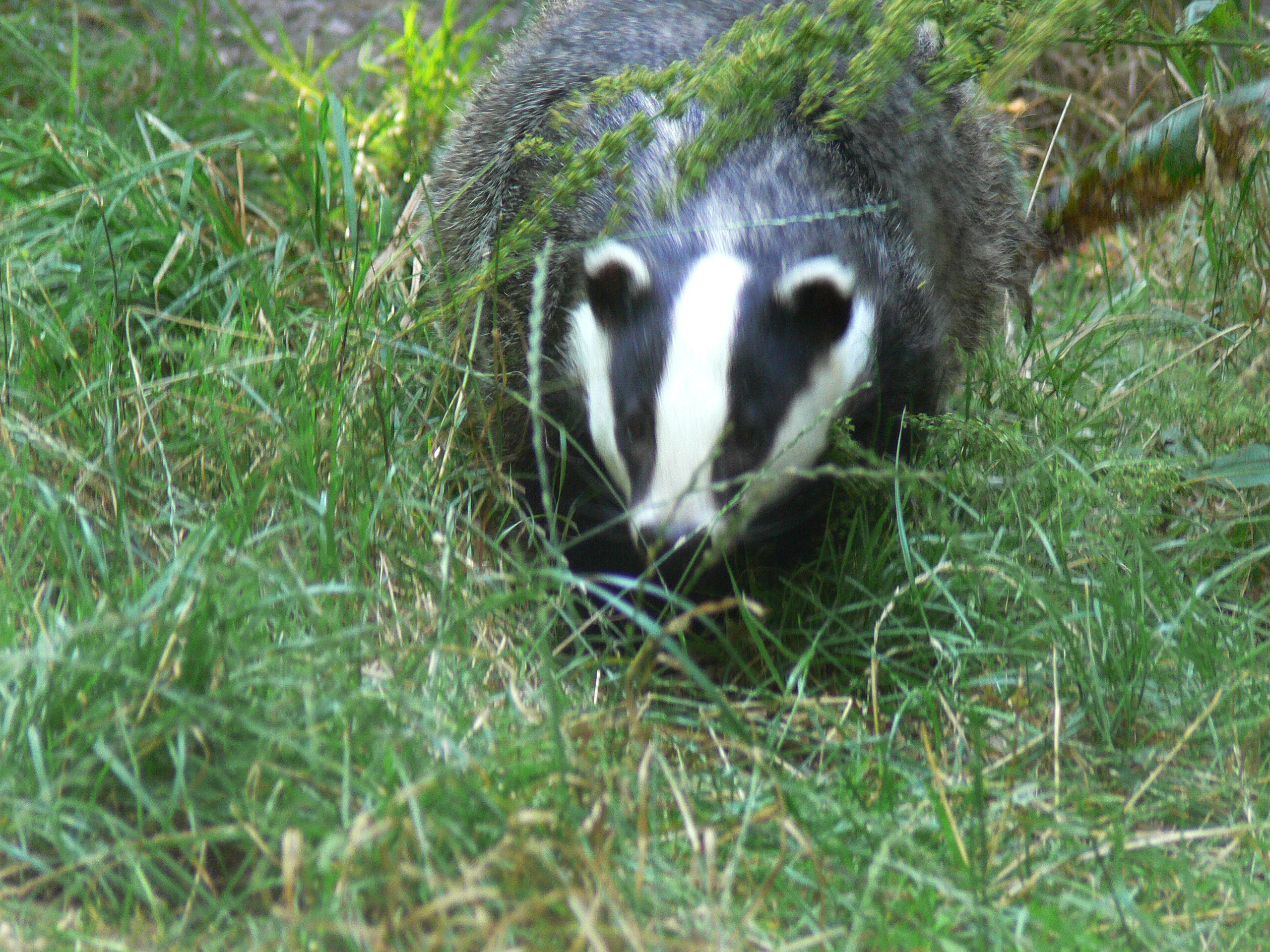
Blaireau européen, l'une des espèces emblématiques du Parc

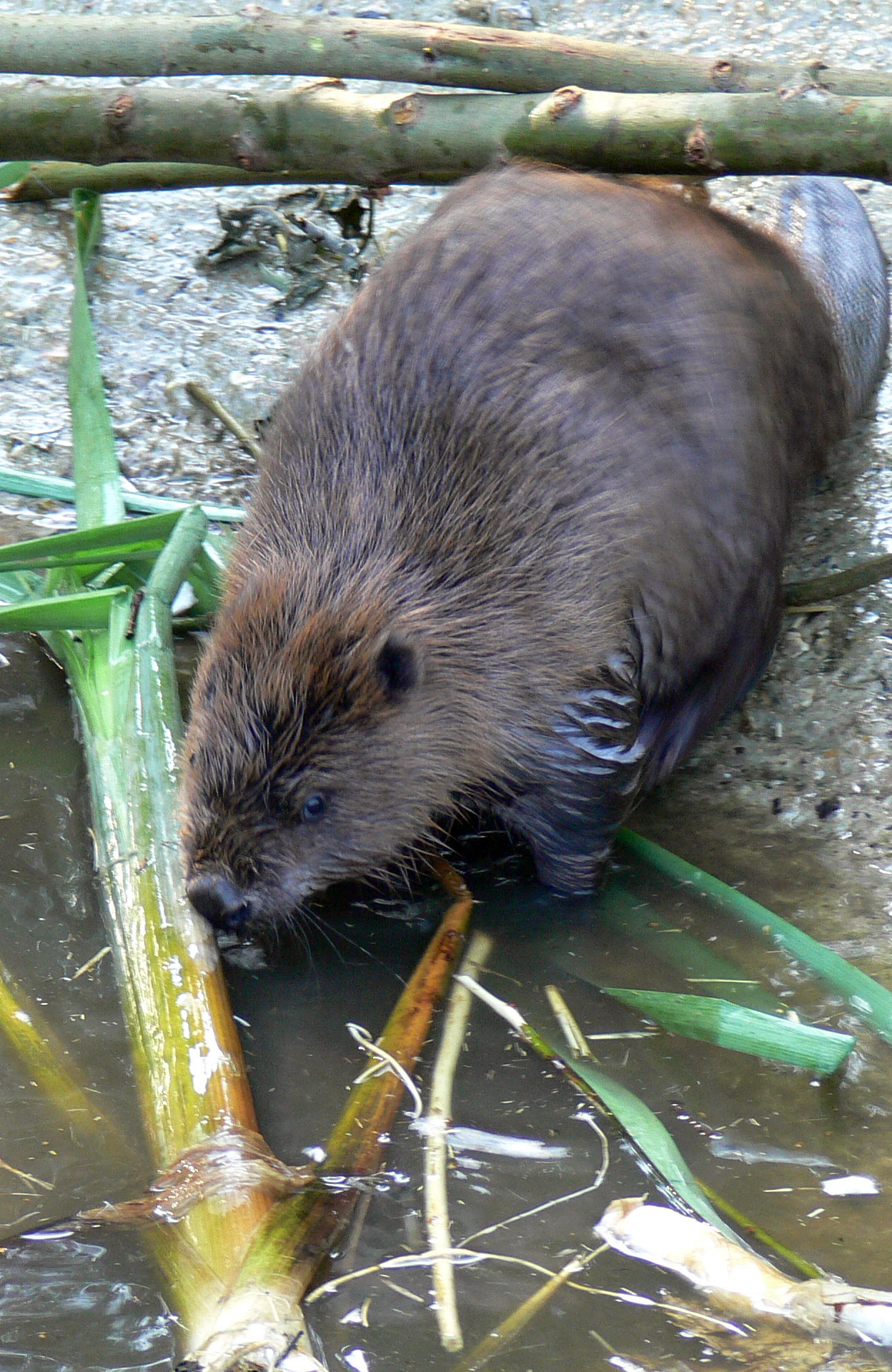
Castor européen

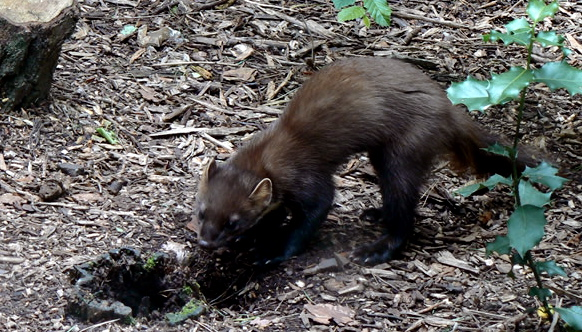
La Martre des pins (Martes martes), petit mammifère carnivore de la famille des mustélidés, ici photographié dans le parc de Wildwood (Kent)

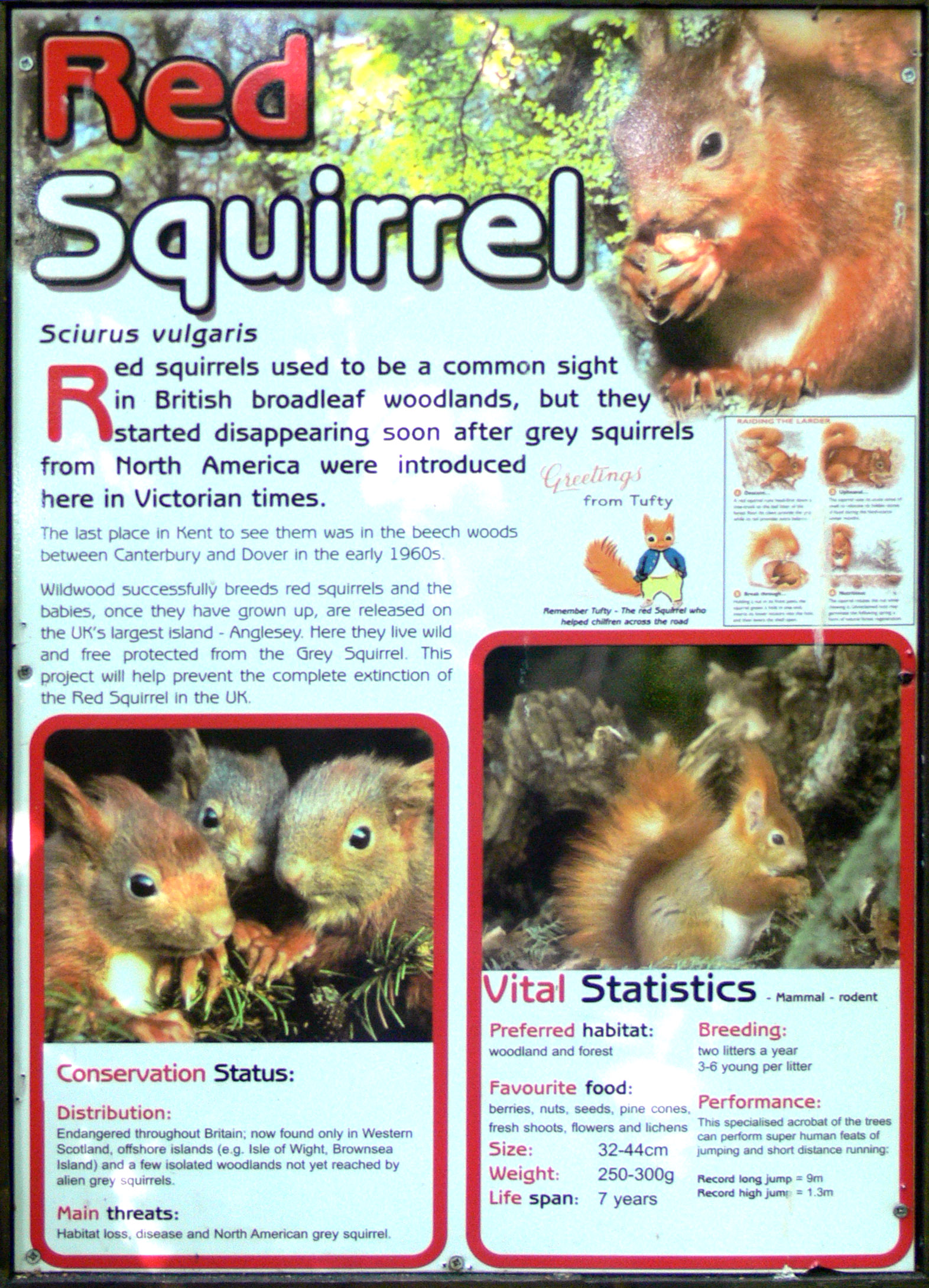
Exemple de panneau sensibilisant le visiteur sur le fait que l'écureuil roux est au bord de l'extinction au Royaume-Uni, en grande partie à cause de l'écureuil gris introduit (espèce devenue invasive, qui par ailleurs cause des dégâts aux arbres (qu'il écorce)

## Situation géographique
Le parc est situé dans le Nord-Est du Kent (Angleterre), sur la route reliant Herne Bay à Canterbury.
Il est desservi par bus et le parc encourage les visiteurs à venir à vélo ou en bus pour diminuer leur empreinte écologique.

## Activités
Le centre s'est doté d'une triple vocation :
- Pédagogie : Le public peut, comme dans un parc zoologique, observer dans des enclos ou en parc de vision des animaux appartenant à des espèces britanniques du passé et du présent, mais vivant dans des enclos naturels. Plus de cinquante espèces d'animaux de la faune locale dont le cerf, le blaireau européen, le sanglier, le loup (dont le dernier exemplaire du Royaume-Uni aurait été tué en Écosse en 1745[1])... y sont présentées.

- Élevage conservatoire : Quelques espèces sont élevées (hors zone de visite du public) en vue d'être réintroduites dans la nature ou de conforter des populations relictuelles, isolées par les phénomènes de fragmentation écologique et/ou menacées par un appauvrissement de leur patrimoine génétique.

- Vocation de recherche/action.

## Statut juridique
Le Wildwood trust est une association (organisme de bienfaisance enregistré en Angleterre sous le n° 1093702) dont l'objet est de sauver certaines espèces de la faune britannique de l'extinction, et de rétablir dans le Kent ou d'autres régions du Royaume-Uni – via des programmes de réintroduction, scientifiquement préparés – des animaux récemment disparus dans le pays, dont par exemple, le castor européen, le sanglier et le cheval Tarpan moderne (Konik polski).
Le Wildwood Trust réalise ses missions avec l'aide des donations financières du public et des visiteurs. C'est le plus grand succès britannique quant au nombre de personnes touchées par un projet d'éducation à l'environnement, avec près de 100 000 visiteurs par an (entrées gratuites pour ceux qui viennent en transport en commun). Le centre accueille chaque année 13 000 enfants dans le cadre de projets/voyages scolaires consacrés à l'éducation à l'environnement. Le Wildwood Funds s'appuie sur la participation active de 30 000 adhérents.
Le Wildwood Trust travaille en partenariat avec le ministère anglais chargé de l'environnement et avec diverses ONG et universités.
Il développe notamment une expertise en matière d'élevage conservatoire et de réintroduction.

## Faune du Wildwood
La collection d'animaux reflète à la fois les espèces animales encore présentes en Angleterre, mais souvent mal connues du public, et celles qui étaient autochtones en Grande-Bretagne, qui ont survécu aux trois dernières glaciations mais qui ont récemment disparu des suites de la chasse qu'on leur a donnée depuis 10 000 ans.
Le Wildwood Trust propose au public la « collection » d'animaux locaux actuellement la plus diversifiée de tout le Royaume-Uni, incluant 30 mammifères (dont 11 rongeurs), 18 oiseaux, 6 reptiles et 4 amphibiens.
Parmi les enclos les plus appréciés du public sont ceux des loups européens et des blaireaux.
D'autres espèces très rarement conservées ou présentées au Royaume-Uni sont la musaraigne aquatique, la martre, l'hermine, le chat sauvage, l'écureuil roux (en forte régression en Grande-Bretagne à la suite de la compétition avec l'écureuil gris) le chevreuil, le castor européen (le seul endroit où le public peut observer cette espèce au Royaume-Uni), le grand corbeau et la grue et la cigogne.

## Flore
Les enclos sont - dans la mesure du possible - présentés avec la flore locale naturelle de cette partie de l'Angleterre, ou - dans une partie du parc (enclos des sangliers notamment) - sous des résineux qui sont ceux qui ont été plantés il y a quelques décennies dans ce bois. Ces résineux sont peu à peu remplacés par des arbres locaux pour retrouver une naturalité plus proche du potentiel local.
L'objet de l'association est la conservation d'espèces animales, mais la création de micro-clairières par le castor a permis la réapparition sur le sol (à nouveau ensoleillé) d'une plante devenue rare (le mélampyre des bois), qui est la première source de nourriture de la chenille d'un papillon presque éteint au Royaume-Uni et dans de nombreuses régions d'Europe : le Melitaea athalia, espèce prioritaire du BAP (Biodiversity action Plan ou Plan national d'action pour la biodiversité) national anglais.

## Éducation
Le centre dispose d'une équipe pédagogique qui contribue aux programmes scolaires d'éducation à l'environnement pour des écoles locales ou de tout le pays. Elle traite notamment des thèmes de l'adaptation, des maisons et des habitats via l'animal, ainsi que du rôle ou de la présence de l'animal dans les mythes des Vikings ainsi que dans le folklore anglais.
Le centre offre aussi plus informellement (ou via les panneaux explicatifs ou certains événements) des informations sur la faune sauvage anglaise et les menaces qui pèsent sur elle.

## Actions dans le domaine de la conservation
Le centre de Wildwood s'est d'abord fait connaître pour son travail sur l'élevage conservatoire d'une sous-espèce endémique de campagnol de l'Angleterre (appelée Watervole par les Anglais, et dont le nom scientifique est Arvicola amphibius), qui ne vit que sur les berges et qui est en forte régression depuis plusieurs décennies. Cette espèce a été reconnue ces dernières années comme « la plus menacée de disparition au Royaume-Uni » en raison notamment de la régression de son habitat (berges naturelles) et de l'impact de l'introduction du vison d'Amérique qui ont décimé ses populations.
L'équipe du Parc de Wildwood, après avoir consacré beaucoup d'efforts à protéger l'espèce (tout en fournissant quelques exemplaires à d'autres parcs animaliers), se concentre maintenant sur la réintroduction de ce campagnol dans de nouveaux habitats ou dans des habitats restaurés par le biais de partenariats avec d'autres organisations œuvrant pour la biologie de la conservation, dont le WildCru (Wildlife Conservation Research Unit) de l'université d'Oxford.
Un autre grand succès a été la réintroduction de populations élevées en captivité de rat des moissons, dont un grand nombre ont été réintroduites dans des milieux naturels des Midlands et du Yorkshire.
D'autres projets en cours concernent : 
- l'élevage de la musaraigne aquatique (avec l'Imperial College de Londres) ;
- le suivi de dynamique des populations et des comptages se basant sur l'ADN, par exemple de la martre des pins (en partenariat avec le Waterford Institute of Technology d'Irlande ;
- l'élevage de grenouilles en vue de leur réintroduction dans des zones d'où elles ont disparu (en partenariat avec le Herpetological Conservation Trust et English Nature) ;
- l'élevage in situ du rat des moissons (Micromys minutus) avec le zoo de Chester.

### Prospective
Le Wildwood envisage – dans un proche avenir – de s'impliquer plus dans la gestion restauratoire, en s'appuyant notamment sur les « capacités d'ingénierie écologique du castor » et de grands herbivores. Ces derniers sont en effet capables d'assister très efficacement et à moindre coût les « gestionnaires » de milieux et habitats naturels ainsi que de certains corridors biologiques.
Deux espèces (castor européen et Konik polski) sont déjà utilisés à ces fins dans plusieurs réserves du Kent (et ailleurs en Europe, dont notamment dans la réserve néerlandaise d'Oostvaardersplassen) :
- Le Castor restaure puis entretient des zones humides de grande qualité grâce à ses barrages. En restaurant un niveau d'eau haut, il réduit aussi le risque d'inondation en aval et de sécheresse et d'incendie de forêt en amont. Il rouvre localement la ripisylve et les lisières à la lumière, permettant à la biodiversité de mieux s'y exprimer. Il crée et entretient un important stock de bois-mort nécessaire à la survie de nombreux champignons et d'invertébrés saproxylophages, eux-mêmes sources d'humus et/ou de nourriture et d'habitat pour de nombreuses espèces qui disparaissent des forêts trop exploitées ou gérées. La plupart des arbres qu'il coupe (uniquement près de l'eau) recèpent naturellement et produisent un chevelu racinaire qui renforce la stabilité des sols et des berges. Un projet est déjà en cours en partenariat avec le Kent Wildlife Trust.
- Le Konik polski (konik désigne en polonais le cheval sauvage, le konik polski étant une race de petit cheval très rustique), proche des chevaux préhistoriques, ayant conservé des caractéristiques génétiques du cheval tarpans aujourd'hui éteint). Il est depuis quelques années efficacement utilisé pour entretenir et restaurer des zones humides, par pâturage extensif, qui maintient également des milieux humides ouverts, mais diversifiés, favorables à la biodiversité.
- À long terme, le parc voudrait pouvoir contribuer, grâce à son cheptel à la restauration écologique de vastes milieux. Les sangliers et de grands bovins  (dont aurochs reconstitués) pouvant aussi contribuer à cette mission.

## Centres d'intérêt scientifiques
Le centre permet à des chercheurs de notamment étudier :
- les parasites et maladies des campagnols aquatiques, sa diète alimentaire, le stress subi par juvéniles (mesuré par de nouveaux moyens), et de nouvelles méthodes de transferts pour une réintroduction plus facile et plus efficace de l'espèce, ainsi que de clôtures spéciales limitant la prédation du vison américain sur le campagnol aquatique ;
- la prédation des mustélidés sur les œufs d'oiseaux en milieu naturel ;
- le comportement de la martre en captivité ;
- le parasitisme chez le castor européen ;
- l'alimentation du castor européen ;
- l'utilisation de l'ADN pour le suivi (via poils et excréments) d'espèces telles que la martre ;
- la perception du public concernant le retour du sanglier en Grande-Bretagne ;
- l'évolution de la relation homme-espèces sauvages autochtones.

## Le site de Wildwood
Le site se visite via un sentier et quelques boucles, qui serpentent au cœur des 16 hectares de bois naturel ancien (reste de forêt gérée en taillis coupé tous les 5 à 20 ans) antique qui est jointe à « la forêt de  Blean » (le plus important reste de forêt ancienne du Sud de l'Angleterre, datant d'avant le Domesday Book (grand inventaire commandé par Guillaume le Conquérant terminé en 1086). Cette zone inclut de vastes landes à bruyères et de beaux peuplements de noisetiers favorables aux écureuils.
Ce bois est un des habitats du rare papillon Melitaea athalia, dont la chenille trouve là plusieurs de ses plantes-hôtes (dont le plantain lancéolé).
Le bois pousse sur un substrat acide, dominé par le châtaignier, le bouleau, le chêne mais une partie du site du Wildwood est une ancienne plantation artificielle de conifères qui évolue peu à peu vers une forêt feuillue naturelle.
Outre la faune élevée ou présentée par le parc, on y trouve de nombreux animaux sauvages, dont renard roux, campagnols, muscardin (Muscardinus avellanarius), souris « à cou jaune » (Apodemus flavicollis), musaraigne pygmée, nombreux passereaux (dont le rossignol Luscinia megarhynchos), trois espèces de pics, des hiboux, la chouette hulotte, le geai, des grives et de nombreuses espèces d'invertébrés (dont libellules, fourmis du groupe Formica rufa (dites « fourmis des bois »), bourdons, papillons…).

## Historique
L'histoire du parc animalier de Wildwoood peut remonter aux années 1970 lorsque Terry Stanford (Directeur des Opérations du English Woodlands) a créé une réserve naturelle boisée. Celle-ci s'est agrandie et a évolué vers un petit parc animalier intégré dans le bois. Après un réinvestissement majeur, le « parc de découverte de Wildwood » a vu le jour en 1999 comme  centre d'accueil des visiteurs, avec l'objectif d'éduquer les populations locales quant à la nécessité de conserver la faune et ses habitats.
Les fondateurs ont ensuite décidé de créer une association caritative pour gérer la structure qui prenait de l'ampleur ; une fiducie a été formée par Kenneth West. Puis Peter Smith, un scientifique spécialiste de la conservation de la nature, a assumé la gestion du parc en juin 2002, puis sa direction. Depuis lors, le centre est connu sous le nom de « Wildwood Trust ». 
Grâce aux nombreux visiteurs et donateurs, le Fonds permettant au centre de travailler a considérablement augmenté, en faisant l'un des organismes de bienfaisance les plus importants du Kent.

## Réglementation
Les chiens sont interdits dans le parc, même tenus en laisse.